# Bitwa o baterię Merville
Bitwa o baterię Merville – seria ataków brytyjskich sił powietrznodesantowych przeprowadzonych w dniach 6–7 czerwca 1944 roku w ramach operacji Tonga, części lądowania w Normandii podczas II wojny światowej. Wywiad aliancki uważał, że niemiecka bateria w Merville składa się z ciężkich dział kalibru 150 mm, które mogłyby zagrozić brytyjskim lądowaniom na plaży Sword, oddalonej o zaledwie 13 km.
9. batalion spadochronowy, część 3 Brygady Spadochronowej przydzielonej do 6 Dywizji Powietrznodesantowej, otrzymał cel zniszczenia baterii. Jednak gdy batalion przybył nad Normandię przed świtem 6 czerwca, spadochroniarze zostali rozproszeni na dużym obszarze, więc zamiast ponad 600 ludzi z ciężką bronią lub sprzętem, tylko 150 bez żadnego z wymienionych dotarło do punktu zbiórki batalionu. Niezależnie od tego, Brytyjczycy kontynuowali atak na siły niemieckie szacowane na 130 saperów i artylerzystów. Ponosząc 50% strat, Brytyjczycy zdołali przejąć baterię, tylko po to, by odkryć, że działa to czechosłowackie haubice polowe M.14/19 kal. 100 mm z czasów I wojny światowej, których efektywny zasięg wynosił zaledwie około 8400 m, zatem nie nadawały się one do ostrzału plaż. Mimo to, wykorzystując odzyskane materiały wybuchowe, spadochroniarze spróbowali, z jedynie częściowym powodzeniem, unieszkodliwić działa.
Kiedy Brytyjczycy się wycofali, dwa z dział zostały ponownie uruchomione przez Niemców. Kolejny atak brytyjskich komandosów przypuszczony następnego dnia nie zniszczył ocalałych dział ani nie odbił baterii, która pozostawała pod kontrolą niemiecką aż do 17 sierpnia, kiedy to Wehrmacht rozpoczął generalny odwrót z Francji.

## Tło
6 czerwca 1944 roku brytyjska 6 Dywizja Powietrznodesantowa otrzymała zadanie zabezpieczenia lewego skrzydła desantu morskiego aliantów. Jednym z ich celów było zniszczenie baterii dział w Merville. Planiści alianccy ocenili na podstawie wielkości betonowych stanowisk, że ich działa muszą mieć kaliber około 150 milimetrów i szacowany zasięg około 13 km. Z tej odległości mogłyby zagrozić obszarowi lądowania brytyjskiej 3 Dywizji Piechoty o kryptonimie Sword, na zachód od Ouistreham, gdzie lądowe wojska inwazyjne miały rozpocząć lądowanie po świcie.

### Siły brytyjskie
Jednostką przydzieloną do zniszczenia baterii był 9. batalion spadochronowy, część 3 Brygady Spadochronowej, dowodzonej przez ppłk. Terence’a Otwaya. Normalny skład batalionu, liczący 600 ludzi, był wspierany przez oddział saperów z 591 Dywizjonu Spadochronowego, Royal Engineers, osiem szybowców Airspeed Horsa transportujących Jeepy i przyczepy oraz zapasy, w tym materiały wybuchowe, działo przeciwpancerne i miotacze ognia. Trzy szybowce, transportujące 50 ochotników, miały wykonać lądowanie typu coup de main na pozycji, aby zgrać się z atakiem naziemnym. W kwietniu 1944 roku siły zostały przetransportowane do Walbury Hill w Berkshire, gdzie w ciągu siedmiu dni Royal Engineers zbudowali pełnowymiarową replikę baterii, w tym przeszkody i ogrodzenia z drutu kolczastego. Następne pięć dni spędzono na odprawach i zapoznawaniu się z układem baterii. Przeprowadzono dziewięć szturmów ćwiczebnych, cztery z nich w nocy. Ze względu na charakter misji batalionowi udzielono dodatkowego wsparcia medycznego od 3. sekcji 224. (spadochronowej) karetki polowej. Inną jednostką, która miała być obecna podczas ataku, ale nie była bezpośrednio zaangażowana, była kompania A 1. kanadyjskiego batalionu spadochronowego, której zadaniem było zapewnienie ognia osłonowego dla podejścia 9. batalionu do baterii i wycofania się z niej.
Planowano, że atak zostanie zakończony przed świtem, a batalion opuści pozycję do godz. 5:00 rano, kiedy to krążownik Royal Navy HMS „Arethusa” miał otworzyć do baterii ogień z dział okrętowych.

### Bateria

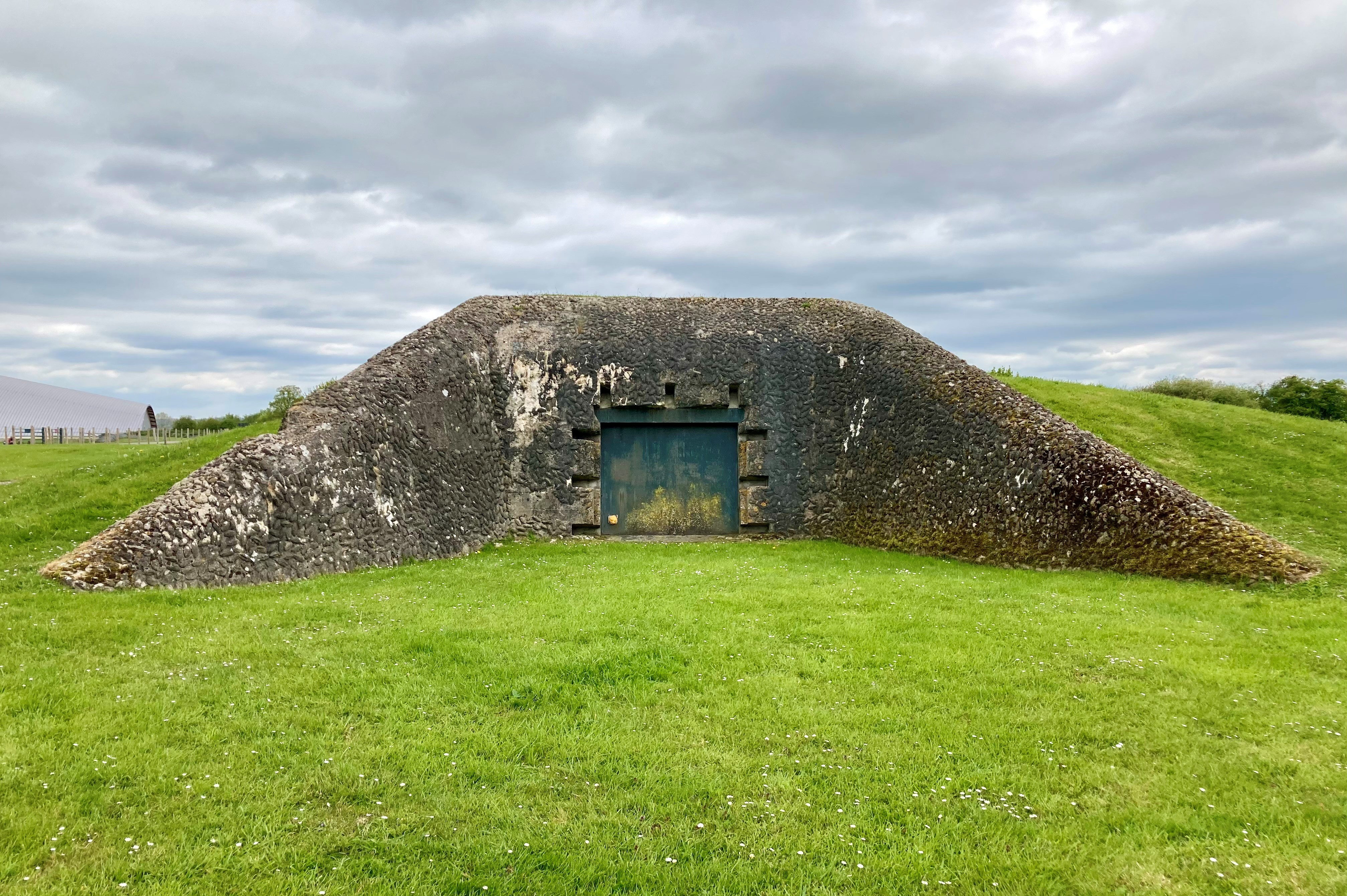
Współczesne zdjęcie jednej z betonowych kazamat

Bateria Merville składała się z czterech żelbetowych kazamat o grubości 1,8 m z działami zwróconymi w stronę kanału La Manche, zbudowanych przez Organizację Todta. Każda z nich została zaprojektowana w celu ochrony czechosłowackich haubic M.14/19 kal. 100 mm z czasów I wojny światowej. Inne budynki na tym terenie obejmowały bunkier dowodzenia, koszary dla żołnierzy i magazyny amunicji. Podczas wizytacji dokonanej 6 marca 1944 roku w celu sprawdzenia obrony, feldmarszałek Erwin Rommel nakazał budowniczym szybszą pracę i do maja 1944 roku ukończono ostatnie dwie kazamaty.
Bateria była broniona przez działo przeciwlotnicze kal. 20 mm i wiele karabinów maszynowych rozmieszczonych w 15 stanowiskach, wszystkie zamknięte na obszarze o wymiarach 640 na 460 metrów otoczonym dwoma przeszkodami z drutu kolczastego o głębokości 4,6 m i wysokości 1,5 m, które stanowiły również zewnętrzną granicę pola minowego o głębokości 91 m. Kolejną przeszkodą był rów przeciwpancerny osłaniający każde podejście od strony pobliskiego wybrzeża. Pierwotny dowódca baterii, kpt. Wolter, zginął podczas nalotu bombowego Royal Air Force 19 maja 1944 roku. Zastąpił go por. Raimund Steiner, który dowodził 50 saperami i 80 artylerzystami z 1. baterii 1716 Pułku Artylerii 716 Dywizji Piechoty.

## Atak 6 czerwca 1944
Tuż po północy 6 czerwca, wysunięty oddział 9. batalionu spadochronowego wylądował z zespołem Pathfinders brygady i bez żadnych problemów dotarł do miejsca zbiórki batalionu. Podczas gdy niektórzy ludzie pozostali, aby oznaczyć pozycje kompanii, zastępca dowódcy batalionu, mjr George Smith, i oddział rozpoznawczy wyruszyli, aby rozpoznać baterię. W tym samym czasie bombowce Avro Lancaster rozpoczęły nalot bombowy, który całkowicie ominął baterię na południu. Pathfinders byli nieskuteczni, ponieważ ci, którzy dotarli do właściwej strefy zrzutu, odkryli, że ich radiolatarnie Eureka zostały uszkodzone podczas lądowania, a dym i szczątki po bombardowaniu zasłaniały ich światła obrysowe pilotom samolotów transportowych. Główna część 9. batalionu spadochronowego i ich szybowce miały lądować od 1:00 w strefie zrzutu „V”, położonej między baterią a wsią Varaville położoną 4 km w głąb lądu. Jednak batalion spadł w rozproszeniu, a pewna liczba spadochroniarzy wylądowała w znacznej odległości od wyznaczonej strefy zrzutu. Ppłk Otway wylądował ze swoim sztabem 370 m od strefy zrzutu w domu wiejskim używanym jako stanowisko dowodzenia przez niemiecki batalion; po krótkiej strzelaninie pomogli innym rozproszonym spadochroniarzom i dotarli do strefy zrzutu o 1:30 w nocy. O 2:50 w nocy na miejsce zbiórki batalionu przybyło tylko 150 ludzi z 20 rurami Bangalore i karabinem maszynowym. Brakowało moździerzy, dział przeciwpancernych, wykrywaczy min, jeepów, saperów i sekcji ratownictwa polowego.
Świadomy ograniczeń czasowych Otway postanowił, że nie może dłużej czekać, a zredukowany batalion udał się do baterii i dołączył do grupy rozpoznawczej majora Smitha tuż za wioską Gonneville-en-Auge. Grupa rozpoznawcza przecięła drut kolczasty i oznaczyła cztery przejścia przez pole minowe. Otway podzielił swoich ludzi na cztery grupy szturmowe i zajął pozycję, czekając na przybycie szybowców.
W Anglii jeden z trzech szybowców został przekierowany do RAF Odiham, ponieważ jego lina holownicza pękła z powodu złej pogody. Pozostałe dwa szybowce, nie mogąc zlokalizować baterii, nie wylądowały w wyznaczonym miejscu. W końcu oba zostały trafione ogniem przeciwlotniczym. Jeden rozbił się około 3,2 km dalej, drugi na skraju pola minowego. Żołnierze z drugiego szybowca wdali się w strzelaninę z żołnierzami niemieckimi zmierzającymi w celu wzmocnienia garnizonu baterii.

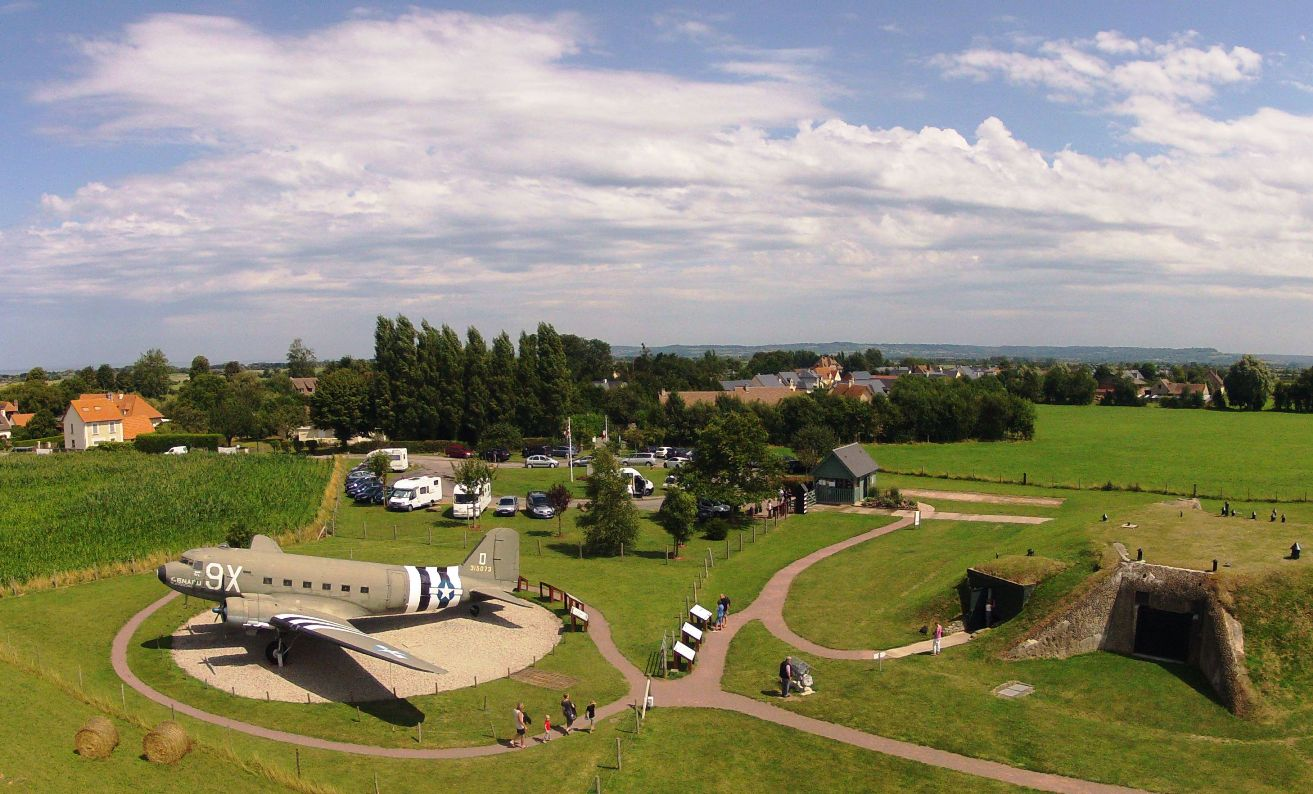
Teren baterii Merville dzisiaj

Otway rozpoczął atak, gdy tylko pierwszy szybowiec minął baterię, wydając rozkaz zdetonowania ładunków wybuchowych, aby utworzyć dwie ścieżki przez zewnętrzny obwód, przez które następnie zaatakowali spadochroniarze. Obrońcy zostali zaalarmowani detonacjami i otworzyli ogień, zadając atakującym bardzo ciężkie straty. Tylko czterech z nich przeżyło, docierając do kazamaty czwartej, którą zaatakowali, strzelając w jej otwory i rzucając granaty do otworów wentylacyjnych. Pozostałe kazamaty zostały oczyszczone z personelu za pomocą granatów odłamkowych i białego fosforu, ponieważ załogi zapomniały zamknąć drzwi prowadzące do baterii. Podczas nalotu bombowego działa baterii zostały przeniesione do kazamat, a stalowe drzwi pozostawiono otwarte w celu wentylacji. Podczas bitwy zginęło 22 Niemców, a podobna liczba została wzięta do niewoli. Reszta załogi uciekła niezauważona, ukrywając się w podziemnych bunkrach.
Steiner nie był obecny w baterii podczas ataku, lecz przebywał w bunkrze dowodzenia w Franceville-Plage. Po otrzymaniu informacji wyruszył w kierunku baterii, ale nie udało mu się dostać do środka z powodu zmasowanego ognia obronnego brytyjskich spadochroniarzy. W tym samym czasie przybył patrol rozpoznawczy z oddziału Flak z pojazdem półgąsienicowym wyposażonym w działko przeciwlotnicze. Załoga zamierzała szukać osłony na tej pozycji, ale zamiast tego użyła działka do ataku na spadochroniarzy.
Mając baterię pod kontrolą, ale bez saperów ani materiałów wybuchowych, Brytyjczycy zebrali wszystkie plastyczne materiały wybuchowe, które wydano im do użycia z bombami Gammon, aby spróbować nimi zniszczyć działa. W tym czasie Steiner wrócił do Franceville-Plage i nakazał 2. ora 3. baterii swojego pułku ostrzelać baterię Merville.

## Atak 7 czerwca 1944
3. kompania Commando, która pomogła 9. batalionowi spadochronowemu w zdobyciu wzgórz wokół La Plein, otrzymała teraz rozkaz przeprowadzenia własnego ataku na baterię.
7 czerwca oddziały nr 4 i 5 z 3. kompanii Commando pod dowództwem mjr. Johna Pooleya przeprowadziły atak na baterię Merville, której działa zostały naprawione i strzelały w kierunku plaż desantowych. Od czasu pierwszego ataku bateria została ponownie obsadzona przez Niemców i była teraz silnie broniona przy użyciu moździerzy oraz min lądowych. Zbliżając się od strony Le Plein na południe, oddział nr 4 przeszedł przez otwarty teren, zanim zajął pozycję za żywopłotami ok. 270 metrów do baterii i stamtąd położył ogień osłonowy dla oddziału nr 5, który zbliżał się od wschodu z zamocowanymi na karabinach bagnetami.
Po upartej obronie niemieckiej, wskutek której zginęło wielu komandosów, w tym mjr Pooley, komandosi zdobyli baterię, jednak wkrótce potem zostali kontratakowani przez siły niemieckie wspierane przez pojazdy półgąsienicowe i artylerię samobieżną. Straty podczas tego niemieckiego kontrataku były wysokie i ostatecznie komandosi zostali zmuszeni do wycofania się z powrotem do La Plein.

## Następstwa

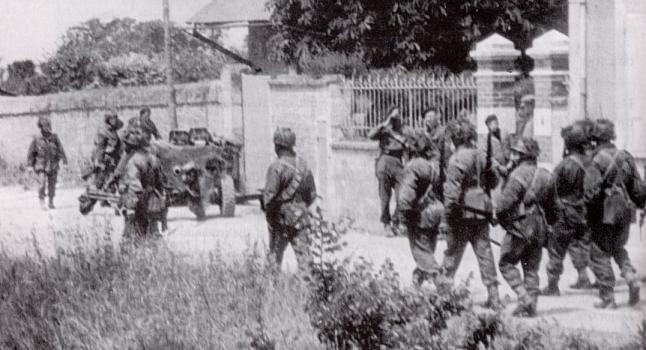
Żołnierze 9. batalionu spadochronowego maszerują przez Amfreville pod koniec czerwca

Po ataku 9. batalionu spadochronowego tuż przed godziną 5:00 rano 6 czerwca ocaleni z batalionu, zaledwie 75 z 150, którzy wyruszyli na akcję, opuścili baterię i udali się do swojego drugorzędnego celu, wioski La Plein. Batalion, będąc zbyt słabym, zdołał wyzwolić tylko około połowę wsi i musiał czekać na przybycie 1 Brygady Komandosów później tego samego dnia, aby dokończyć zadanie.
Po tym, jak Niemcy ponownie zajęli pozycję baterii, Steiner nie był w stanie zobaczyć plaży Sword ze swojego bunkra dowodzenia, więc chociaż udało mu się ponownie uruchomić dwa ze swoich dział, nie był w stanie skierować celnego ognia na desantujące się wojska. Jednakże obserwatorzy z 736 Pułku Piechoty, broniący La Brèche, byli w stanie skierować swoje działa w tym kierunku, dopóki pozycja ta nie została zneutralizowana.
Brytyjczykom nigdy nie udało się całkowicie zniszczyć baterii i pozostała ona pod kontrolą niemiecką do 17 sierpnia, kiedy to armia niemiecka zaczęła wycofywać się z Francji.